# Snøhetta
Die Snøhetta (norwegisch ['snø:,hɛtɑ]; wörtlich, dt.: Schneehaube, Schneekappe) ist ein Berg in Norwegen, der sich im Dovrefjell in der Kommune Dovre der Provinz Innlandet befindet. Er ist mit 2286 m der höchste Berg Norwegens außerhalb Jotunheimens. Mit einer Schartenhöhe von 1675 Metern ist er der drittprominenteste Berg Norwegens.

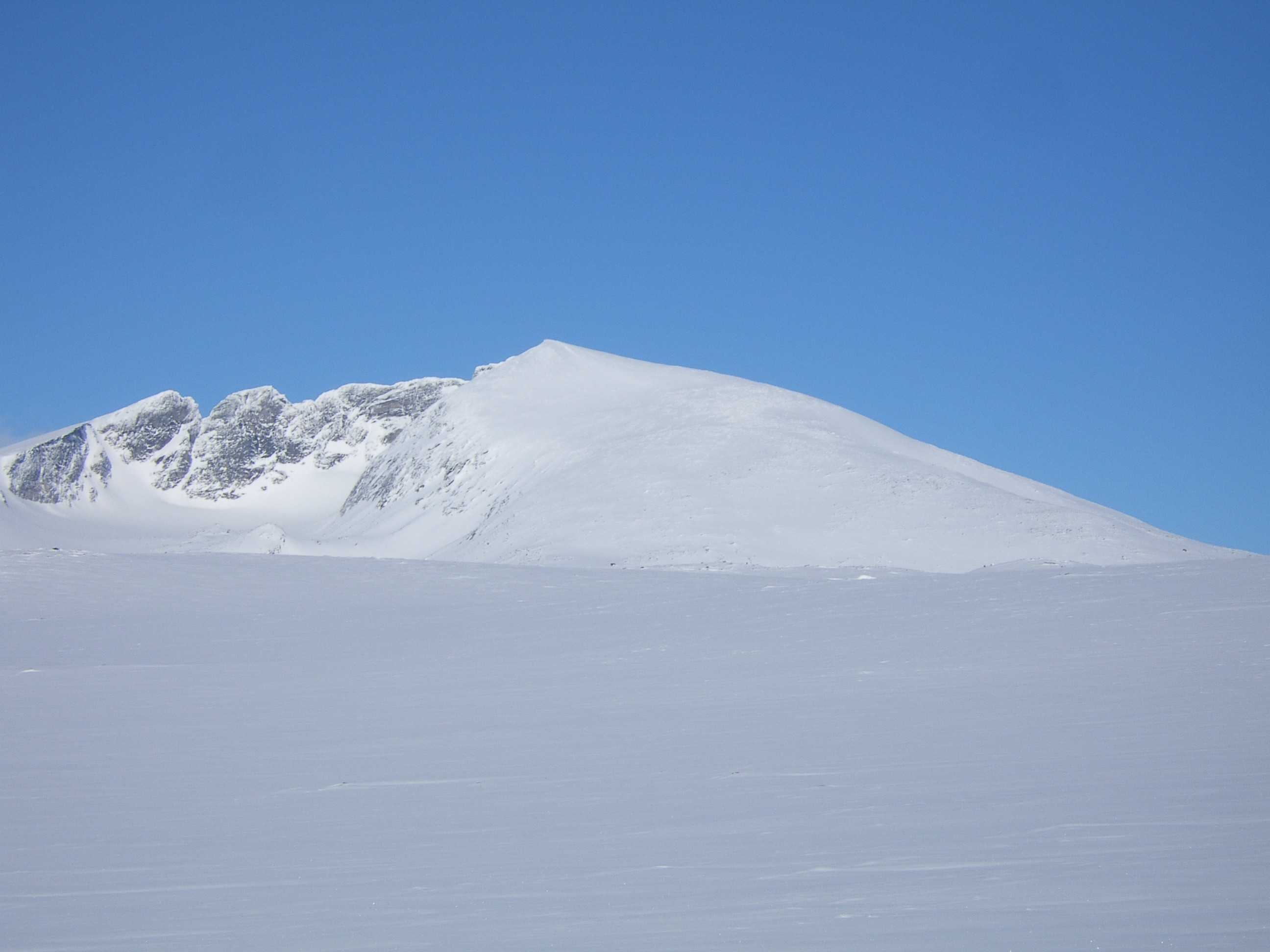
Der Gipfel der Snøhetta

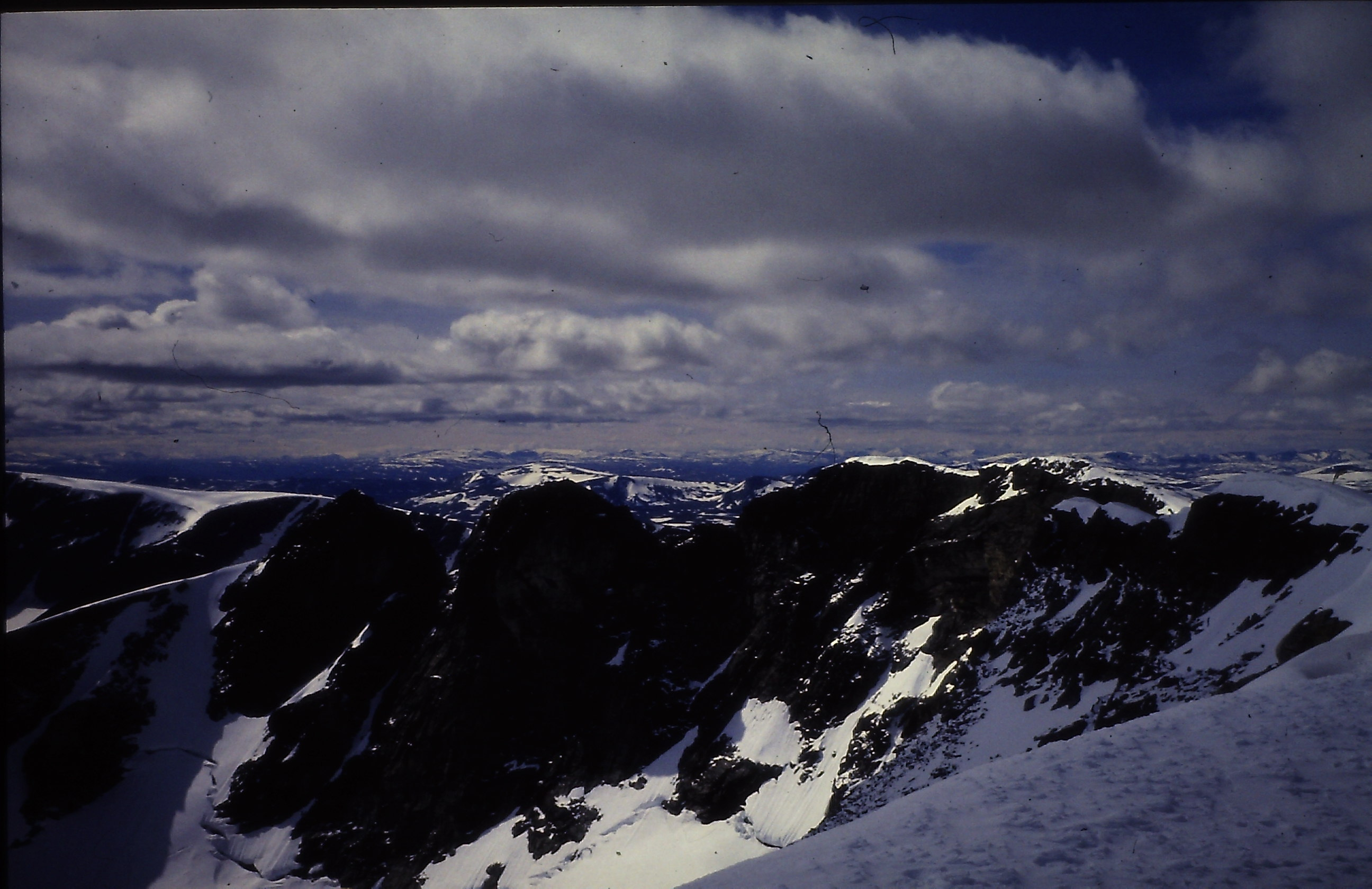
Auf dem Gipfel der Snøhetta

Die erste bekannte Besteigung führte Jens Esmark im Jahr 1798 durch.
Früher wurde die Snøhetta für den höchsten Berg Norwegens gehalten, da sie im Gegensatz zu Galdhøpiggen und Glittertind frei steht.
Der Berg hat verschiedene Gipfel:
- Stortoppen, 2286 m. Auf ihm befindet sich eine Radiostation der Norwegischen Streitkräfte, die von einem Dieselgenerator versorgt wird.
- Midttoppen, 2278 m
- Hettpiggen, 2261 m
- Vesttoppen, 2253 m[3]

## Namensgebend
Der Berg ist Namensgeber für das 1989 gegründete Architekturbüro Snøhetta.